# Institut d'études de l'Islam et des sociétés du monde musulman
L'Institut d'études de l'Islam et des sociétés du monde musulman (IISMM) est un institut créé en 1999 par le ministère français de l'Éducation nationale, de la Recherche et de la Technologie au sein de l'École des hautes études en sciences sociales (EHESS).
Depuis le 1er septembre 2016, l'IISMM a le statut d'unité d'appui à la recherche (UAR 2500) sous la tutelle de l'EHESS et du CNRS. Il avait précédemment le statut d'unité mixte de service (UMR 2000).
Son sigle IISMM se prononce « isthme » pour souligner l'ambition qu'a l'Institut de jeter un pont entre les deux rives de la Méditerranée.

## Directeurs
Ses directeurs ont été successivement :
- 1999 : Lucette Valensi et Gabriel Martinez-Gros
- 2002 : Daniel Rivet
- septembre 2006 : Jean-Philippe Bras
- septembre 2010 : Bernard Heyberger[3] et Nathalie Bernard-Maugiron
- septembre 2011 : Bernard Heyberger, Nathalie Bernard-Maugiron et Rémy Madinier[4]
- septembre 2014 : Pascal Buresi et Stéphane A. Dudoignon[5]
- décembre 2014  : Pascal Buresi
- septembre 2015 : Pascal Buresi et Élise Voguet
- septembre 2018 : Élise Voguet[6]
- Dominique Avon